# Ashdown (Arkansas)
Ashdown è una località degli Stati Uniti d'America, capoluogo della contea di Little River, nello Stato dell'Arkansas.